# نظامنامه دیجیتالی
نظامنامه دیجیتالی مفهومی است که به بررسی تأثیر فناوری دبجیتال بر ارزش‌ها و اصول قانون اساسی می‌پردازد. در مورد مفهوم حقوق اساسی، این مفهوم به یک جنبش، مجموعه ای از ابزارها و یک ایدئولوژیت گفته می‌شود. مفهوم دیجیتال در چارچوب دیجیتالی که مشخصه دهه‌های اول قرن بیست و یکم بود، ظاهر گردید. تحقیقات که اکنون در جریان است توسط دانشمندان رشته‌های مختلف از جمله حقوق، مطالعات ارتباطات، فلسفه و علوم سیاسی انجام می‌شود. این برنامه بر ابزارها و بازیگران دخیل در ترویج ارزش‌ها و اصول قانون اساسی که مناسب عصر دیجیتال هستند، متمرکز است.
تعریف
سلست در نظریه مشروطیت دیجیتال خود استدلال کرد که ادبیات کنونی «تصویر واحدی از مفهوم ارائه نمی دهد». به طور خاص در مورد دامنه قانون اساسی دیجیتال فقدان اتفاق نظر وجود دارد.
جنبش
گیل، ردکر و گاسر «مشروطیت دیجیتالی» را مجموعه وسیعی از ابتکارات چند بازیگری تعریف می‌کنند که تلاش کرده‌اند مجموعه‌ای از «حقوق سیاسی، هنجارهای حکومتی و محدودیت‌های اعمال قدرت در اینترنت» را بیان کنند. آنها اذعان دارند که این مواد فاقد ویژگی کلاسیک قانون اساسی هستند، زیرا آنها «جایگاه اساسی در سلسله مراتب منابع حقوقی» ندارند، با این وجود، استدلال می شود که آنها دارای «ابعاد» اساسی هستند، آنهایی که موضوع قانون اساسی هستند، جامعه سیاسی تمایل به رسمیت شناختن دارد.
ایدئولوژی
از نظر سلست، مشروطیت دیجیتال یک «ایدئولوژی» است که هدف آن ایجاد یک چارچوب هنجاری برای حمایت از حقوق اساسی و موازنه قدرت در جامعه دیجیتال است. او تأکید می کند که اصطلاح «ایدئولوژی» به روشی خنثی برای شناسایی مجموعه ای ساختاریافته از ارزش ها و آرمان ها استفاده می شود. مشروطیت دیجیتال مستلزم گسترش دامنه مفهوم اصلی مشروطیت است تا وجود قدرت بازیگران خصوصی، همراه با قدرت بازیگران عمومی را درک کنیم. سلست معتقد است که بازیگران آینده باید شروع به تجزیه و تحلیل و مقایسه اشکال مختلفی کنند که از طریق آن فرآیند قانونی‌سازی محیط دیجیتال در حال انجام است، به ویژه به امید درک بهتر دلایل تحقق پاسخ‌های قانون اساسی در زمینه‌های غیرسنتی خارج از بعد دولت محور.
زمینه تاریخی
مانند هر انقلاب قابل توجهی در گذشته مانند انقلاب فرانسه، انقلاب دیجیتالی که در حال وقوع است نیازمند بازنگری اساسی در قانون است. با نگاهی به مکاتب قبلی فکری حقوقی که طی سال‌ها ظهور کرده‌اند، مانند حقوق جامعه‌شناسی، می‌توان دریافت که هر نظام حقوقی به شدت با تغییرات اجتماعی و نیازهای جوامع مرتبط است. نقش قانون اساسی هدایت هر نظام حقوقی هم برای حمایت از حقوق بشر و هم برای توازن قوا است. فناوری در حال توسعه دائمی است. این تحولات شانس افراد را برای استفاده از حقوق اساسی خود در بیان و تبادل اطلاعات "به وضوح تقویت" کرده است و در عین حال باعث نقض بالقوه این حقوق شده است. همچنین بر موازنه قدرت ها با ظهور شرکت های خصوصی به عنوان بازیگران مسلط در کنار قدرت های عمل کننده آن دولت ها تأثیر می گذارد. از آنجایی که فناوری دیجیتال تغییراتی را در تعادل قانونی ایجاد کرده است، اصلاح آن برای انطباق با چالش های جدید به طور فزاینده ای ضروری می شود.
ابزار
منشور حقوق اینترنتی
Redeker، Gill و Gasser، مشروطیت دیجیتال را به عنوان یک "اصطلاح چتر" برای اتصال مجموعه ای از اسناد که به دنبال ایجاد یک منشور حقوق برای اینترنت هستند، تعریف می کنند.[3] منشور حقوق اینترنتی به معنای کلاسیک قانون اساسی نیستند، بلکه با قوانین اساسی مرتبط هستند، زیرا جنبه های اساسی مشروطیت، مانند ارزش ها، مشکلات، و اصول آن، و همچنین کارکرد اصلی آن در محدود کردن اختیارات دولت را به اشتراک می گذارند. و توانمندسازی نهادها در داخل جامعه
حقوق خصوصی
نظریه سوزور نقطه میانی تری را بین رویکردهای عمومی در مقابل خصوصی نسبت به قانون اساسی دیجیتال که در نظریه پردازان دیگر دیده می شود، ایجاد می کند. در نظریه او، قانون اساسی نقش مهمی در هدایت توسعه الف) قانون قراردادها، و ب) تشریح محدودیت های قدرت خصوصی در حوزه دیجیتال ایفا می کند - با این حال، این به حقوق خصوصی و خود نهادهای خصوصی بستگی دارد که آن اصول را قرار داده و اجرا کنند.
نظریه چند سطحی
سلست تئوری چند سطحی را پیشنهاد می‌کند که ظهور همزمان پاسخ‌های هنجاری متعددی را می‌بیند که به دنبال پاسخگویی به چالش‌هایی است که انقلاب دیجیتال در اکوسیستم قانونی ایجاد می‌کند. این تضادهای قانون اساسی در سطوح متعدد ظاهر می شود: درون و فراتر از دولت.
حوزه های تحقیقاتی
یک مسئله کلیدی در قانون اساسی دیجیتال، نقش بازیگران خصوصی در این شکل از حکومت است، به ویژه از طریق فعال کردن یا غیرفعال کردن حقوق کاربر. این امر به این نهادهای غیردولتی اجازه می‌دهد تا وظایف عمومی را که قبلاً فقط توسط دولت انجام می‌شد، انجام دهند. نظریه مشروطیت دیجیتال سوزور به دنبال شناسایی روش‌های حکمرانی مثبت و محدود کردن قدرت آنلاین بازیگران دولتی و خصوصی به طور مناسب است. به گفته سوزور، استفاده از ارزش‌هایی مانند حاکمیت قانون می‌تواند برای حمایت از حقوق فردی مانند آزادی بیان و حریم خصوصی در فضاهای دیجیتال به کار گرفته شود. سوزور این چارچوب را برای پلتفرم‌های رسانه‌های اجتماعی مختلف به کار می‌گیرد تا نظریه خود و مشروعیت اسناد قراردادی آنلاین را به صورت متنی بیان کند